# 大學獎章

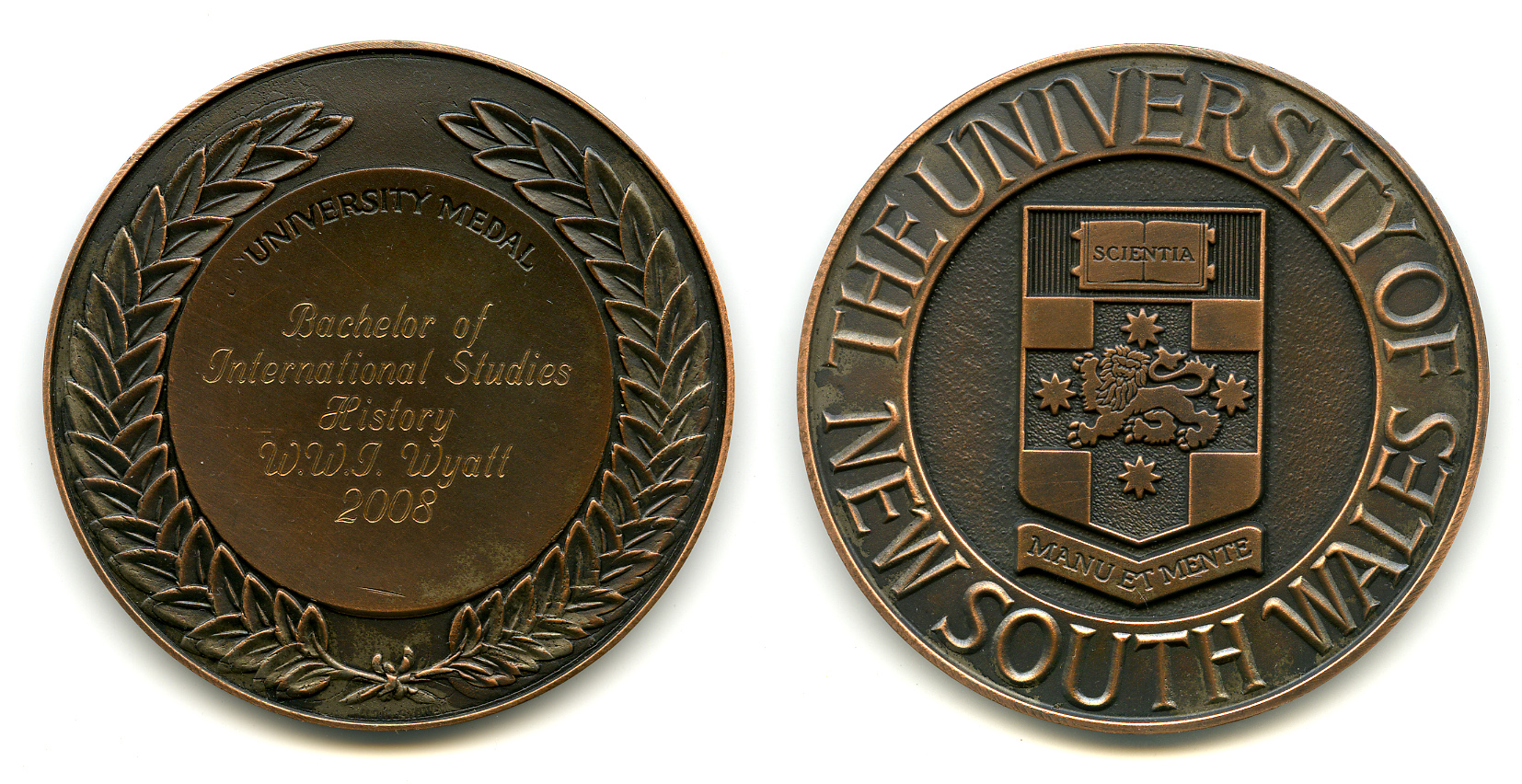
澳大利亞新南威爾士大學頒發的大學獎章。

大學獎章（英語：University Medal）是一些大學頒發的獎勵，用以獎勵優秀的學生或員工。各地不同大學的獎勵對象、獎勵標準都有不同。
澳大利亞的多數大學都頒發大學獎章，且規定相對統一。大学奖章是澳大利亚大学颁给本科毕业生的最高学术荣誉。一般每個系或專業每學年會頒發最多一個大學獎章，獎勵對象是該專業榮譽學位畢業生中成績最佳者，並且要求該畢業生的平均成績達到較高的標準。如果某屆畢業生中沒有人達到這樣的標準則該系此年不頒發大學獎章。
其他國家則沒有統一的做法。部分美國大學的大學獎章得主是各方面綜合評估最好的學生。而有些學校則會頒發大學獎章給為學校作出特殊貢獻的員工。
劍橋大學有類似的獎勵，稱作“校監金獎”或“校監金牌”（英語：Chancellor's Gold Medal）。

## 著名获得者

### 新南威尔士大学
- David Gonski，澳大利亚律师和企业家，1977届法学

### 悉尼大学
- 约翰·克尔，澳大利亚总督，1936届法学